# Курья (Свердловская область)
Курья — деревня в Шалинском районе Свердловской области России. Входит в состав муниципального округа Староуткинск. Расположена на реке Чусовой.
Ранее деревня входила в состав Староуткинского поссовета Шалинского района.

## Географическое положение
Курья расположена к юго-востоку от посёлка Староуткинска, в трёх километрах от центра. Деревня находится на излучине реки Чусовой, напротив устья её правого притока — реки Мельничной, по перешейку речной петли старой дороги до деревни Трёки. Выше Курьи по течению Чусовой расположены природные памятники — Винокуренный и Курьинский камни, а ниже по течению — скала Богатырь. 

## История
Деревня основана старообрядцами в конце XVII века.
Во время Пугачёвского восстания здесь располагалась ставка пугачёвского «полковника» Ивана Белобородова, осаждавшего Старую Утку.
В 1938 году был открыт пионерский лагерь. В окрестностях также имеется база отдыха. В настоящее время деревня является дачным посёлком.

## Население
| 2002 | 2010 |
| ---- | ---- |
| 17   | ↗32  |